# (8507) 1991 CB1
(8507) 1991 CB1 est un astéroïde Apollon découvert en 1991.

## Description
(8507) 1991 CB1 a été découvert le 15 février 1991 à l'observatoire de Kitt Peak, situé dans l'Arizona (États-Unis), par le projet Spacewatch de l’université de l'Arizona.

### Caractéristiques orbitales
L'orbite de cet astéroïde est caractérisée par un demi-grand axe de 1,69 UA, un périhélie de 0,68 UA, une excentricité de 0,59 et une inclinaison de 14,58° par rapport à l'écliptique. Du fait de ces caractéristiques, à savoir un demi-grand axe supérieur à 1 UA et un périhélie inférieur à 1,017 UA, il est classé comme astéroïde Apollon.

### Caractéristiques physiques
(8507) 1991 CB1 a une magnitude absolue (H) de 17,2 et un albédo estimé à 0,286.